# Đồng phát
Đồng phát (còn gọi là điện nhiệt kết hợp, CHP) là việc sử dụng động cơ nhiệt hoặc máy điện để đồng thời tạo ra cả điện và nhiệt hữu ích.
Tất cả các nhà máy điện phát ra một lượng nhiệt nhất định trong quá trình phát điện. Điều này có thể được phát hành vào môi trường tự nhiên qua các tháp giải nhiệt, khí thải, hoặc bằng cách khác. Ngược lại, CHP nắm bắt một số hoặc tất cả nhiệt bằng cách sản phẩm nóng mục đích, hoặc rất gần với nhà máy, hoặc đặc biệt là tại Scandinavia và Đông Châu Âu- nước nóng huyện với nhiệt độ khác nhau, từ khoảng 80 đến 130 °C. Điều này còn được gọi là nhiệt kết hợp và thống sưởi ấm điện huyện hoặc CHPDH. Nhà máy CHP nhỏ là một ví dụ về năng lượng phi tập trung 
Tại Hoa Kỳ, Con Edison phân phối 66 tỷ kg là 350 °F/180 °C hơi mỗi năm thông qua bảy nhà máy đồng phát của nó đến 100.000 tòa nhà ở Manhattan lớn nhất huyện hơi tại Hoa Kỳ. Việc giao cao điểm là 10 triệu bảng cho mỗi giờ (tương ứng với khoảng 2,5 GW.)  (hệ thống phân phối hơi này là lý do cho các hố ga hấp thường thấy trong phim "gritty" New York.)
Các công ty khác đồng phát lớn tại Hoa Kỳ bao gồm Recycled Energy Development  và những người ủng hộ hàng đầu bao gồm Tom Casten và Amory Lovins.
By sản phẩm nhiệt ở nhiệt độ vừa phải (212-356 °F/100-180 °C) cũng có thể được sử dụng trong máy làm lạnh hấp thụ để làm mát. Một nhà máy sản xuất điện, nóng và lạnh, đôi khi được gọi là tam phát hoặc nói chung là nhà máy đa phát.
Đồng phát là nhiệt động hiệu quả sử dụng nhiên liệu. Trong sản xuất điện riêng biệt của một số năng lượng phải bị từ chối như thải nhiệt, nhưng trong đồng phát này năng lượng nhiệt được đưa vào sử dụng tốt.

## Tổng quan
.

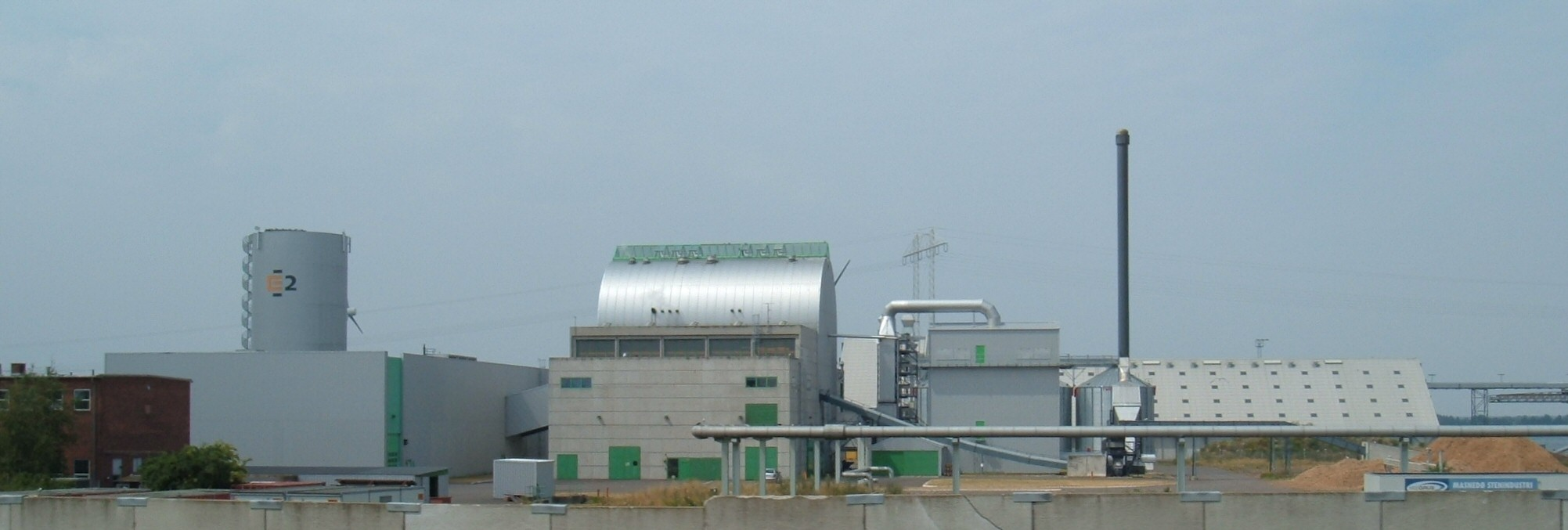
Masnedø Nhà máy điện CHP tại Đan Mạch. Trạm này đốt rơm làm nhiên liệu. Các nhà kính liền kề được đun nóng bằng huyện sưởi ấm từ nhà máy

Máy nhiệt điện nhà máy (bao gồm cả những người sử dụng phân hạch yếu tố hoặc ghi than, dầu, hoặc khí tự nhiên), và động cơ nhiệt nói chung, không chuyển đổi tất cả các năng lượng nhiệt thành điện. Trong hầu hết các động cơ nhiệt, hơn một nửa bị mất nhiệt quá mức (xem: Định luật thứ hai của nhiệt động lực học và định lý Các-nô). Bằng cách bắt nhiệt quá mức, CHP sử dụng nhiệt sẽ bị lãng phí trong nhà máy điện thông thường, có khả năng đạt hiệu quả lên đến 80%, cho các nhà máy thông thường là tốt nhất. Điều này có nghĩa rằng nhu cầu nhiên liệu ít hơn để được tiêu thụ để sản xuất cùng một lượng năng lượng hữu ích.
Một số nhà máy tri chu kỳ đã sử dụng một chu trình hỗn hợp trong đó một số chu kỳ nhiệt động lực học sản xuất điện, và sau đó là một hệ thống sưởi ấm đã được sử dụng như một ngưng của các nhà máy điện đáy chu kỳ. Ví dụ, RU-25 MHD máy phát điện Moskva đun nóng một nồi hơi Động cơ hơi nước truyền thống, có nước ngưng sau đó đã được sử dụng để sưởi ấm không gian. Một hệ thống hiện đại hơn có thể sử dụng tua bin khí được hỗ trợ bởi khí tự nhiên, có quyền hạn khí thải một nhà máy hơi nước, mà ngưng cung cấp nhiệt. Vòng Tri-thực vật có thể có hiệu suất nhiệt cao hơn 80%.
Tính khả thi của CHP (đôi khi gọi là hệ số sử dụng), đặc biệt là trong các cài đặt CHP nhỏ hơn, phụ thuộc vào phụ tải nền hoạt động, cả về của một trang web (hoặc gần) nhu cầu và nhu cầu nhiệt điện. Trong thực tế, một kết hợp chính xác giữa nhiệt độ và nhu cầu điện hiếm khi tồn tại. Một nhà máy CHP có thể đáp ứng nhu cầu cho nhiệt ("điều khiển nhiệt hoạt động) hoặc được chạy như là một [nhà máy điện với một số sử dụng nhiệt thải của nó, sau này ít thuận lợi về yếu tố sử dụng của nó và do đó hiệu quả tổng thể của nó. Khả năng tồn tại có thể được tăng lên rất nhiều cơ hội cho Trigeneration []] tồn tại. Trong trường hợp này, sức nóng từ nhà máy CHP cũng được sử dụng như một nguồn năng lượng sơ cấp để cung cấp làm mát bằng phương tiện của một thiết bị làm lạnh hấp thụ.
CHP là hiệu quả nhất khi nhiệt có thể được sử dụng trên trang web hoặc rất gần với nó. Hiệu quả tổng thể giảm khi nhiệt phải được vận chuyển trên một khoảng cách dài hơn. Điều này đòi hỏi các ống cách nhiệt, mà là tốn kém và không hiệu quả, trong khi điện có thể được truyền dọc theo một dây tương đối đơn giản, và trên một khoảng cách nhiều thời gian hơn cho cùng một sự mất mát năng lượng.
Một động cơ xe hơi trở thành một nhà máy CHP trong mùa đông khi nhiệt từ chối là hữu ích cho sự nóng lên nội thất của chiếc xe. Ví dụ này minh họa cho quan điểm rằng việc triển khai của CHP phụ thuộc vào sử dụng nhiệt trong các vùng lân cận của các động cơ nhiệt.
Nhà máy đồng phát thường được tìm thấy trong [[huyện làm nóng hệ thống của thành phố, bệnh viện, nhà tù, nhà máy lọc dầu dầu, nhà máy giấy, nhà máy xử lý nước thải, nhiệt nâng cao khả năng thu hồi dầu giếng và cây công nghiệp có nhu cầu sưởi ấm lớn.
Nhiệt [[nâng cao khả năng thu hồi dầu (TEOR) nhà máy thường sản xuất một số lượng đáng kể điện dư thừa. Sau khi phát điện, các nhà máy bơm hơi nước còn sót lại vào các giếng dầu nặng như vậy dầu sẽ chảy dễ dàng hơn, gia tăng sản xuất. TEOR nhà máy đồng phát trong Kern County, California sản xuất điện rất nhiều rằng nó có thể không phải tất cả được sử dụng tại địa phương và được chuyển đến Los Angeles .
CHP là một trong những phương pháp hiệu quả nhất về chi phí của việc giảm lượng khí thải carbon của sưởi ấm trong thời tiết lạnh.

## Các loại nhà máy
Đứng đầu các nhà máy chu kỳ chủ yếu là sản xuất điện từ tuabin hơi nước. Hơi kiệt sức sau đó ngưng tụ và nhiệt nhiệt độ thấp từ ngưng tụ này được sử dụng cho ví dụ Sưởi ấm huyện hoặc nước khử muối.
Đáy chu kỳ nhà máy sản xuất nhiệt tại nhiệt độ cao cho các quá trình công nghiệp, sau đó một nồi hơi thải nhiệt phục hồi nguồn cấp dữ liệu một nhà máy điện. Nhà máy chu trình đáy chỉ được sử dụng khi quá trình công nghiệp đòi hỏi nhiệt độ rất cao như lò thủy tinh và sản xuất kim loại, vì vậy họ ít phổ biến hơn.
Hệ thống đồng phát lớn cung cấp nước nóng và điện năng cho một vị trí hoặc toàn bộ một thành phố công nghiệp. Phổ biến các loại nhà máy CHP là:
- Tua-bin khí nhà máy CHP sử dụng nhiệt thải trong khí thải của tua bin khí. Nhiên liệu khí được sử dụng thường là khí tự nhiên
- Động cơ khí nhà máy CHP sử dụng một động cơ xăng qua lại mà nói chung là cạnh tranh hơn so với một tua-bin khí lên tới khoảng 5 MW. Nhiên liệu khí được sử dụng là khí tự nhiên bình thường. Các nhà máy này thường được sản xuất là đơn vị đóng gói đầy đủ có thể được cài đặt trong một phòng máy hay hợp chất nhà máy bên ngoài với các kết nối đơn giản để cung cấp khí đốt của vị trí và phân phối điện và hệ thống sưởi ấm. Ví dụ điển hình lớn thấy [8]
- Nhà máy CHP động cơ nhiên liệu sinh học sử dụng một động cơ thích nghi khí qua lại hoặc động cơ diesel, tùy thuộc vào nhiên liệu sinh học là được sử dụng, và nếu không rất tương tự như trong thiết kế nhà máy CHP động cơ khí. Lợi thế của việc sử dụng nhiên liệu sinh học là một trong các cách giảm tiêu thụ nhiên liệu hydrocarbon và do đó lượng khí thải carbon giảm. Các nhà máy này thường được sản xuất là đơn vị đóng gói đầy đủ có thể được cài đặt trong một phòng máy hay hợp chất nhà máy bên ngoài với các kết nối đơn giản để phân phối điện của vị trí và hệ thống sưởi ấm. Biến thể khác là nhà máy CHP gỗ khí hóa, theo đó một viên gỗ hoặc nhiên liệu sinh học dăm gỗ này được khí hóa trong một môi trường nhiệt độ cao không oxy, khí kết quả là sau đó được sử dụng sức mạnh động cơ xăng. Điển hình nhỏ hơn kích thước nhà máy khí sinh học [9]
- Chu trình kết hợp nhà máy điện phù hợp cho CHP
- Nhà máy CHP Tua-bin hơi sử dụng hệ thống sưởi ấm như hơi nước ngưng cho tuabin hơi nước.
- Pin nhiên liệu Cacbonat nóng chảy và pin nhiên liệu oxide rắn có thoát khí nóng, rất thích hợp để sưởi ấm.
- Nhà máy Điện hạt nhân có thể được gắn với hơi nước cống rãnh sau các tuabin áp lực cao, trung, và/hoặc thấp để cung cấp nhiệt với một hệ thống nhiệt. Với một hệ thống, nhiệt độ nhiệt là 95 °C, nó có thể trích xuất khoảng 10 MW nhiệt cho mỗi MW điện bị mất. Với nhiệt độ 130 °C đạt được là hơi nhỏ hơn, khoảng 7 MW cho mỗi MW điện bị mất.[10]

Các đơn vị đồng phát nhỏ hơn, có thể sử dụng động cơ pit-tông, động cơ Stirling. Nhiệt được lấy ra từ ống xả và bộ tản nhiệt. Các hệ thống này được phổ biến trong các kích cỡ nhỏ, bởi vì khí nhỏ và động cơ diesel ít tốn kém hơn so với khí hay nhỏ nhà máy điện hơi đốt dầu.
Một số nhà máy đồng phát được đốt bằng nhiên liệu sinh học, hoặc công nghiệp và chất thải đô thị (xem đốt).

## Nhiệt máy phát điện hơi nước phục hồi
A thu hồi nhiệt máy phát điện hơi nước (HRSG) là một lò hơi sử dụng khí thải nóng từ tua bin khí hoặc động cơ pit-tông s trong một nhà máy CHP để làm nóng nước và tạo ra hơi. Hơi nước, lần lượt, ổ đĩa một [[tua-bin hơi nước và/hoặc được sử dụng trong các quá trình công nghiệp đòi hỏi phải có nhiệt.
HRSGs được sử dụng trong ngành công nghiệp CHP được phân biệt với các máy phát điện hơi nước thông thường bởi các tính năng chủ yếu sau đây:
HRSG là thiết kế dựa trên các tính năng cụ thể của các tuabin khí hoặc động cơ qua lại mà nó sẽ được cùng với.
- Kể từ khi nhiệt độ khí thải là tương đối thấp, truyền tải nhiệt được thực hiện chủ yếu thông qua đối lưu.
- Vận tốc khí thải là giới hạn bởi sự cần thiết để giữ cho tổn thất đi xuống. Như vậy, hệ số truyền dẫn thấp, trong đó kêu gọi cho một diện tích bề mặt lớn làm nóng.
- Kể từ khi sự khác biệt nhiệt độ giữa khí nóng và chất lỏng được đun nóng (hơi nước hoặc nước) là thấp, và với hệ số truyền nhiệt thấp cũng, các thiết bị bay hơi và kiệm được thiết kế với bộ trao đổi nhiệt vây tấm.

## Chi phí
Thông thường cho một nhà máy khí đốt, chi phí cài đặt đầy đủ cho mỗi kW điện, khoảng 400/kW triệu bảng, có thể so sánh với các nhà máy điện trung tâm lớn .
Xem thêm Chi phí điện của nguồn

## Lịch sử

### Đồng phát ở châu Âu

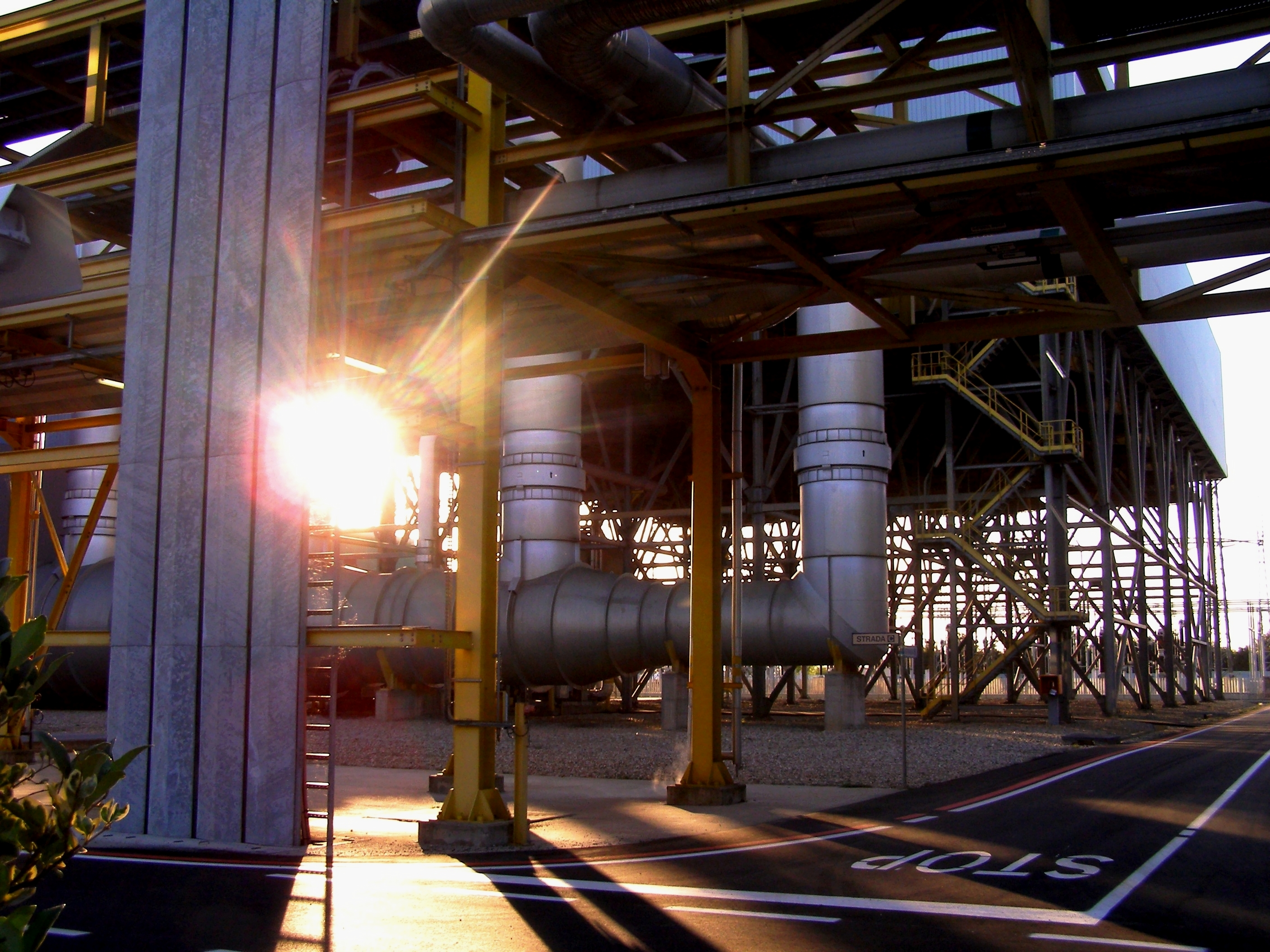
Một nhà máy nhiệt điện đồng phát tại Ferrera Erbognone (PV), Ý

Châu Âu đã tích cực kết hợp đồng phát vào chính sách năng lượng của nó thông qua CHP Chỉ thị. Trong tháng 9 năm 2008 tại một buổi điều trần Intergroup nộp tờ đô thị của Nghị viện châu Âu, Ủy viên Năng lượng Andris Piebalgs trích dẫn khi nói rằng, Năng lượng hiệu quả và đồng phát được công nhận trong đoạn văn khai mạc của đồng phát 2004/08/EC Chỉ thị của Liên minh châu Âu. Chỉ thị này có ý định để hỗ trợ đồng phát và thiết lập một phương pháp để tính khả năng đồng phát mỗi nước. Sự phát triển của đồng phát đã được rất không đồng đều trong những năm qua và đã được thống trị trong suốt thập kỷ qua do hoàn cảnh quốc gia.
Nhìn chung, Liên minh châu Âu tạo ra 11% lượng điện sử dụng đồng phát, tiết kiệm châu Âu một MTOE 35 ước tính mỗi năm một ngày  Tuy nhiên, có sự khác biệt lớn giữa các nước thành viên với các biến thể của tiết kiệm năng lượng giữa 2% và 60%. châu Âu có ba nước có nền kinh tế đồng phát nhiều nhất thế giới: Đan Mạch, Hà Lan và Phần Lan 
Các nước châu Âu khác cũng làm cho những nỗ lực tuyệt vời để tăng hiệu quả. Đức báo cáo rằng, hiện nay, trên 50% tổng nhu cầu điện của nước này có thể được cung cấp thông qua đồng phát. Cho đến nay, Đức đã thiết lập mục tiêu để tăng gấp đôi đồng phát điện của mình từ 12,5% điện của nước này chiếm 25% điện của đất nước vào năm 2020 và đã thông qua hỗ trợ pháp luật cho phù hợp trong Bộ Kinh tế và Công nghệ, (BMWi), Đức, Tháng Tám năm 2007. Vương quốc Anh cũng tích cực hỗ trợ nhiệt và điện kết hợp. Trong ánh sáng của mục tiêu của Vương quốc Anh để đạt được giảm 60% lượng khí thải carbon dioxide vào năm 2050, chính phủ đã đặt mục tiêu nguồn ít nhất 15% sử dụng điện của chính phủ từ CHP năm 2010  Anh biện pháp khuyến khích CHP tăng trưởng là khuyến khích tài chính, hỗ trợ cấp, một khuôn khổ pháp lý cao hơn, và lãnh đạo chính phủ và quan hệ đối tác.
Theo IEA các mô hình năm 2008 mở rộng đồng phát cho các nước G8, việc mở rộng đồng phát tại Pháp, Đức, Ý và Chỉ riêng tại Anh có hiệu quả sẽ tăng gấp đôi các khoản tiết kiệm nhiên liệu chính hiện tại vào năm 2030. Điều này sẽ làm tăng tiết kiệm của châu Âu từ 155,69 TWh ngày nay đến 465 TWh vào năm 2030. Nó cũng sẽ cho kết quả tăng 16% đến 29% điện của mỗi nước cogenerated tổng số vào năm 2030.
Chính phủ các nước được hỗ trợ trong nỗ lực CHP của họ bởi các tổ chức như COGEN châu Âu, những người phục vụ như là một trung tâm thông tin cho các bản cập nhật gần đây nhất trong chính sách năng lượng của châu Âu. COGEN là tổ chức bảo trợ của châu Âu đại diện cho lợi ích của ngành công nghiệp đồng phát, người sử dụng của công nghệ và thúc đẩy các lợi ích của nó trong EU và châu Âu rộng lớn hơn. Hiệp hội này được hỗ trợ bởi các cầu thủ chủ chốt trong ngành công nghiệp bao gồm các công ty khí đốt và điện, ESCOs, nhà cung cấp thiết bị, tư vấn, tổ chức xúc tiến quốc gia, tài chính và các công ty dịch vụ khác.

### Đồng phát tại Hoa Kỳ

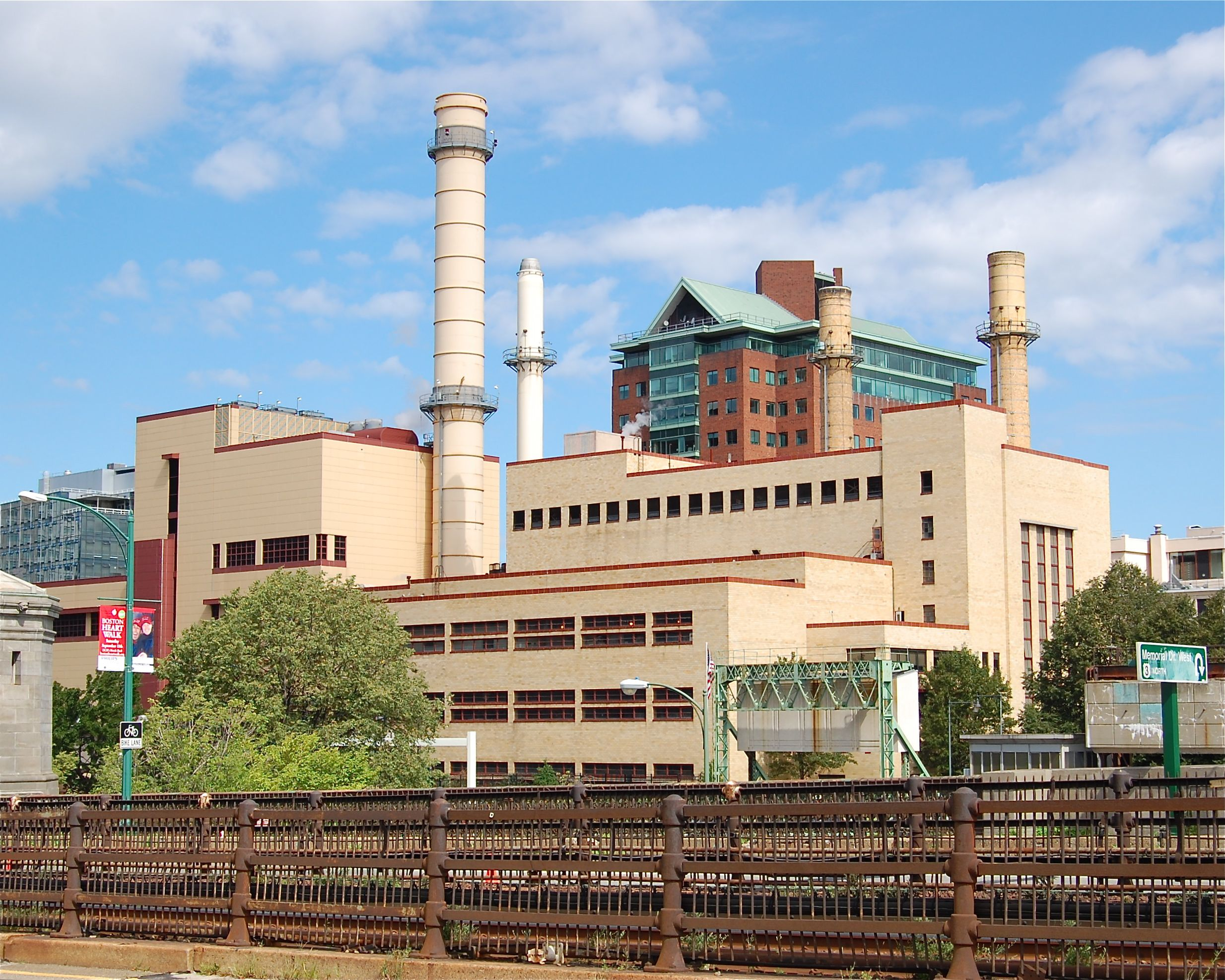
Nhà máy đồng phát 250 MW tại Cambridge, Massachusetts

Có lẽ sử dụng năng lượng tái chế hiện đại đầu tiên đã được thực hiện bởi Thomas Edison. 1882 Trân Station Street của ông, nhà máy điện thương mại đầu tiên của thế giới, là một nhà máy điện và nhiệt kết hợp, sản xuất cả điện và nhiệt năng trong khi sử dụng nhiệt thải để sưởi ấm các tòa nhà lân cận  Tái chế cho phép nhà máy của Edison đạt được khoảng 50% hiệu quả.
Vào đầu những năm 1900, các quy định xuất hiện để thúc đẩy điện khí hóa nông thôn thông qua việc xây dựng các nhà máy quản lý tập trung bởi các công ty tiện ích trong khu vực. Các quy định này không chỉ thúc đẩy điện khí trên khắp các vùng nông thôn, nhưng chúng cũng khuyến khích thế hệ điện phân cấp, chẳng hạn như đồng phát. Như Phát triển năng lượng tái chế Giám đốc điều hành Sean Casten làm chứng trước Quốc hội, họ thậm chí đã đi xa như vậy để làm cho nó bất hợp pháp không các tiện ích để bán điện 
Năm 1978, Quốc hội nhận ra rằng hiệu quả tại các nhà máy điện trung ương đã trì trệ và tìm cách để khuyến khích cải thiện hiệu quả với Đạo luật quy định Chính sách Tiện ích công cộng (PURPA), khuyến khích các công ty tiện ích mua điện từ các nhà sản xuất năng lượng khác.
Bộ Năng lượng Hoa Kỳ có một mục tiêu tích cực của việc có CHP bao gồm 20% "của" công suất phát điện của Mỹ năm 2030 ". Tám Trung tâm ứng dụng năng lượng sạch Lưu trữ ngày 15 tháng 4 năm 2013 tại archive.today đã được thành lập trên khắp quốc gia có nhiệm vụ phát triển công nghệ cần thiết ứng dụng kiến thức và cơ sở hạ tầng giáo dục cần thiết để lãnh đạo công nghệ "năng lượng sạch" (Kết hợp nhiệt và điện, phục hồi nhiệt thải và Quận năng lượng) như các tùy chọn năng lượng hữu hiệu và giảm bớt rủi ro nhận thức liên quan đến thực hiện. Trọng tâm của Trung tâm ứng dụng được cung cấp một chương trình triển khai tiếp cận cộng đồng và công nghệ cho người dùng cuối, các nhà hoạch định chính sách, công ty tiện ích, và các bên công nghiệp liên quan.

#### Tỷ lệ phần trăm năng lượng Hoa Kỳ sản xuất đồng phát
Nhà máy đồng phát nở rộ, sớm sản xuất khoảng 8% năng lượng tất cả các  Tuy nhiên, các hóa đơn còn lại thực hiện và thực thi đến từng tiểu bang, kết quả ít hoặc không có gì đang được thực hiện ở nhiều nơi của đất nước.
Trong năm 2008 Tom Casten, Chủ tịch Phát triển năng lượng tái chế, nói rằng "Chúng tôi nghĩ rằng chúng ta có thể kết hợp cho khoảng 19 đến 20 phần trăm điện của nước Mỹ với nhiệt mà hiện tại đang bị bỏ đi bởi ngành công nghiệp. " 
Bên ngoài Hoa Kỳ, năng lượng tái chế là phổ biến hơn. Đan Mạch có thể tái chế năng lượng tích cực nhất, có khoảng 55% năng lượng của mình từ đồng phát và thu hồi nhiệt thải. Các nước lớn khác, trong đó có Đức, Nga, và Ấn Độ, cũng có được một phần năng lượng của họ cao hơn rất nhiều từ nguồn phân cấp 

### CHP vi mô
"Điện nhiệt kết hợp vi mô" là cái gọi là nguồn năng lượng phân tán (DER). Lắp đặt thường ít hơn 5 kWe trong một ngôi nhà hoặc doanh nghiệp nhỏ. Thay vì đốt cháy nhiên liệu chỉ đơn thuần là nhiệt không gian hoặc nước, một số năng lượng được chuyển đổi thành điện để làm nóng. Điều này có thể được sử dụng điện trong nhà hay kinh doanh, nếu được phép của quản lý lưới điện thì bán trở lại vào lưới điện. Trong một so sánh Tập đoàn Năng lượng Claverton nghiên cứu, nó đã được tìm thấy rằng trong trường hợp nơi nhiệt nếu không sẽ được sản xuất bằng cách đốt nhiên liệu hóa thạch trong một nồi hơi, vi đồng phát là có nghĩa là hiệu quả chi phí của việc giảm lượng khí thải CO 2 hơn so với quang điện 

### CHP cỡ nhỏ
Điện nhiệt kết hợp cỡ nhỏ là một cái gọi là nguồn năng lượng phân tán (DER). Quá trình cài đặt thường là nhiều hơn 5 kWe và ít hơn 500 kWe trong một tòa nhà hoặc doanh nghiệp cỡ trung bình. Trong phạm vi này kích thước, tính khả thi hoặc các nhân tố sử dụng của nhà máy CHP là rất quan trọng để xem xét vì nó rất nhiều sẽ ảnh hưởng đến hiệu quả và hiệu quả chi phí (hoàn vốn) của nhà máy CHP. Các yếu tố sử dụng cơ bản là thời gian tính toán về hoạt động của nhà máy CHP được thể hiện như là một tỷ lệ phần trăm của tổng số giờ trong một năm. Nếu ít hơn 40% sau đó ứng dụng của CHP được coi là không tồn tại. Để được hữu hiệu đối với một phụ tải nền tốt cho nhu cầu điện và nhu cầu nhiệt phải tồn tại. Baseloads phát sinh xây dựng nghề nghiệp hoặc quá trình hoạt động được mở rộng hoặc liên tục trong hoạt động. Điều này thường bao gồm các bệnh viện, nhà tù, quy trình sản xuất, hồ bơi, sân bay, khách sạn, chung cư, vv
Hiện tại (2007) lắp đặt CHP vi mô và CHP cỡ nhỏ sử dụng năm công nghệ khác nhau: tua-bin vi mô, động cơ đốt trong, động cơ Stirling, động cơ hơi nước chu kỳ khép kín và pin nhiên liệu. Một tác giả chỉ ra rằng CHP vi mô dựa trên động cơ Stirling là chi phí hiệu quả nhất của công nghệ phát điện vi mô như vậy gọi là hiệu giảm lượng khí thải carbon, Tuy nhiên, những tiến bộ trong công nghệ động cơ sự xoay chiều thêm hiệu quả nhà máy CHP, đặc biệt là trong lĩnh vực khí sinh học. CHP vi mô có một vai trò lớn để chơi trong lĩnh vực giảm CO2 từ các tòa nhà nơi hơn 14% lượng khí thải có thể được lưu bởi 2010 CHP sử dụng trong các tòa nhà theo tác giả.